# Mercurialis tomentosa
Espèce
Synonymes
- Mercurialis sericea Salisb.[1]

Mercurialis tomentosa, la Mercuriale tomenteuse, est une espèce de plantes à fleurs de la famille des Euphorbiacées. C'est une plante herbacée méditerranéenne trouvée à l'ouest de l'Europe (Sud de la France, Portugal et Espagne).

## Liste des variétés
Selon Tropicos (16 septembre 2021) :
- Mercurialis tomentosa var. bichei (Magnier) Nyman
- Mercurialis tomentosa var. pubescens Loscos & Pardo